# Santa Maria dels Àngels de Valença
Santa Maria dels Àngels (Santa Maria dos Anjos) és una església romànica construïda a la segona meitat del segle xiii i consagrada el 1276 situada dins el nucli antic de la fortalesa de Valença.
De nau única longitudinal encapçalada per un absis rectangular. Campanar quadrangular, capella i sagristia rectangulars adossades al sud. La façana principal conté un portal amb arcs de mig punt amb tres arquivoltes sostingudes per columnes rematades per capitells. També té una capella funerària annexa de principis del segle xvi.
Té protecció com a Patrimoni Arquitectònic de Portugal.

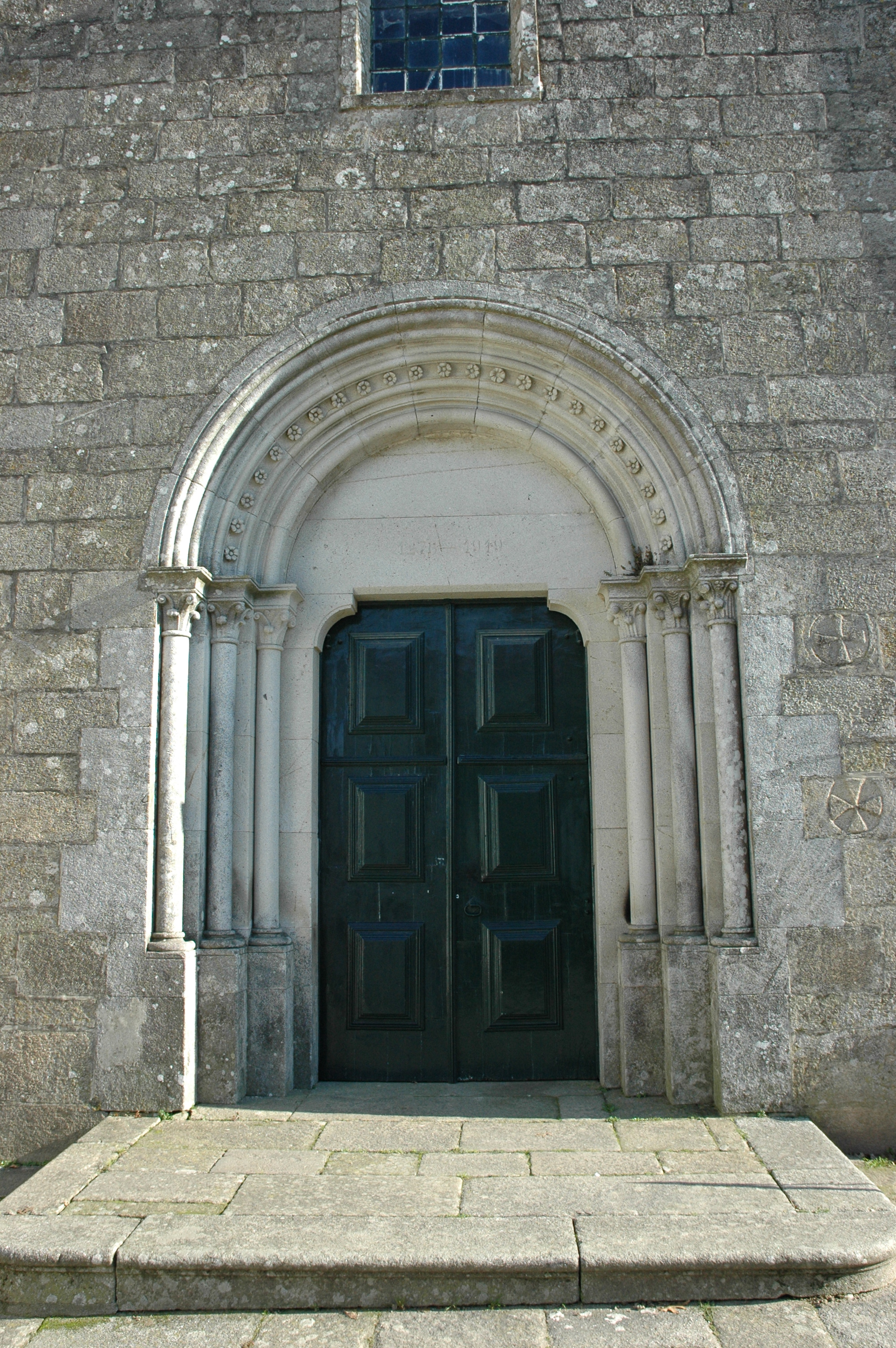
Detall del portal